# Glubokaja
La Glubokaja (in russo Глубокая?) è un fiume della Russia europea meridionale, affluente di sinistra del Severskij Donec. Scorre nell'oblast' di Rostov.
Il fiume scorre in direzione prevalentemente meridionale. Ha una lunghezza di 123 km; l'area del suo bacino è di 1400 km². Lungo il suo corso attraversa la città di Millerovo, il villaggio di Tarasovskij, l'insediamento di tipo urbano di Glubokij e sfocia nel Severskij Donec a 197 km dalla foce, di fronte alla città di Kamensk-Šachtinskij.